# Diospyros cacharensis
Diospyros cacharensis är en tvåhjärtbladig växtart som först beskrevs av Atulananda Das och P. C. Kanjilal, och fick sitt nu gällande namn av H.B. Naithani. Diospyros cacharensis ingår i släktet Diospyros och familjen Ebenaceae. Inga underarter finns listade i Catalogue of Life.